# 명탐정 코난의 오리지널 비디오 애니메이션 목록
이 문서에서는 일본의 만화가인 아오야마 고쇼의 작품인 《명탐정 코난》의 OVA 목록을 다루고 있다.

## 아오야마 단편집
- 조금만 더 기다려줘 (명탐정 코난과는 관계 없음)
- 방황하는 붉은 나비
- 여름의 크리스마스
- 밤하늘로 날아오르는 10개의 혹성
- 탐정 죠지의 미니미니 대작전
- 플레이 잇 어게인

## 도감 부록 OVA
- 21세기 아이들, 백과 우주관
- 수수께끼의 초대장, 과학관
- 인터넷 수수께끼의 메일사건
- 마을 탐험, 동물 마크를 얻어라
- 피라미드가 보낸 도전장
- 조몬 체험을 해보자
- 신기한 실험을 해보자
- 고대 공룡의 수수께끼에 다가서라
- 열사병의 수수께끼를 풀어라
- 소년탐정단 수수께끼의 살인계획

## 쇼가쿠칸 OVA
- 코난VS키드VS야이바 보검 쟁탈 대결전 (2000년)
- 16인의 용의자!? (2002년)
- 코난과 헤이지와 사라진 소년 (2003년)
- 코난과 키드와 크리스탈 마더 (2004년)
- 표적은 코고로! 소년탐정단의 극비 조사 (2005년)
- 사라진 다이아몬드를 찾아라! 코난·헤이지vs키드! (2006년)
- 아가사로부터의 도전장, 아가사vs코난&소년탐정단 (2007년)
- 여고생 탐정 스즈키 소노코의 사건부 (2008년)
- 10년 후의 이방인 (2009년)
- KID in TRAP ISLAND (2010년)
- 런던으로부터의 지령 (2011년)

## 작품 관련 OVA 목록

### 작품 관련 파일형 OVA 목록
- SECRET FILE Vol. 1 (2006년 3월 24일 발매)
Case #1 코난VS키드VS야이바 보검 쟁탈 대결전
Case #2 16명의 용의자?!
Case #3 코난과 헤이지와 사라진 소년

- SECRET FILE Vol. 2 (2006년 3월 24일 발매)
Case #4 코난과 키드와 크리스탈 마더
Case #5 표적은 코고로! 소년 탐정단 극비 조사

- SECRET FILE Vol. 3 (2008년 4월 4일 발매)
Case #6 사라진 다이아몬드를 찾아라! 코난·헤이지vs키드!
Case #7 아가사로부터의 도전장, 아가사vs코난&소년탐정단

- SECRET FILE Vol. 4 (2010년 4월 9일 발매)
Case #8 여고생 탐정 스즈키 소노코의 사건부
Case #9 10년 후의 이방인

- MAGIC FILE 1 (2007년 4월 11일 발매)
Case #1 마술 애호가 살인사건 (사건편 / 의혹편 / 해결편)
Case #2 보이지 않는 흉기, 란의 첫 번째 추리
Case #3 발렌타인의 진실 (사건편 / 추리편/ 해결편)
Case #4 외딴섬의 공주와 용궁성 (사건편 / 추리편 / 해결편)

- MAGIC FILE 2 (2008년 4월 19일 발매)
Case #1 쿠도 신이치 수수께끼의 벽과 흑레브라도 사건
Case #2 쿠도 신이치 뉴욕의 사건 (사건편 / 추리편 / 해결편)
Case #3 목숨을 건 부활 (동굴 속의 탐정단/부상당한 명탐정)
Case #4 목숨을 건 부활 (제 3의 선택/검은 옷을 입은 기사)
Case #5 목숨을 건 부활 (돌아온 신이치/ 약속의 장소)

- MAGIC FILE 3 (2009년 4월 18일 발매)
Case #1 신이치와 란, 마작패와 칠석의 추억
Case #2 검은 조직과의 재회 (하이바라편 / 코난편 / 해결편)
Case #3 수수께끼의 승객 (전반부 / 후반부)
Case #4 검은 조직과의 접촉 (교섭편 / 추적편 / 결사편)

- MAGIC FILE 4 (2010년 4월 17일 발매)
Case #1 오사카 오코노미야키 오딧세이
Case #2 그리고 인어는 없어졌다 (사건편 / 추리편 / 해결편)
Case #3 영어교사 vs 서쪽의 명탐정 (전반부 / 후반부)
Case #4 코난 헤이지의 추리 매직 (사건편 / 추리편 / 해결편)

- MAGIC FILE 5 (2011년 4월 16일 발매)
Case #1 ~ 니가타 ~ 도쿄 기념품 광시곡
Case #2 분실된 휴대전화 (전반부 / 후반부)
Case #3 갈라지지 않는 눈사람 (전반부 / 후반부)
Case #4 흔들리는 경시청, 1200만 명의 인질
Case #5 우에노발 북두성 3호 (전반부 / 후반부)

- MAGIC FILE 6 (2012년 4월 발매)
Case #1 판타지스타의 꽃

### 작품 관련 기타 방영 목록
작품 관련 기타 OVA 목록
- 극장판 제 08기 OVA: 은빛 날개의 시간여행 (2004년)
- 극장판 제 09기 OVA: 명탐정 모리 코고로 (2005년)
- 극장판 제 10기 OVA: 코난 대상 2006 (2006년)
- 검은 조직 관련 OVA: 블랙 히스토리, 검은 조직과 대결의 역사[1] (2007년)
- 극장판 제 12기 OVA: 쿠도 신이치, 수수께끼의 벽과 흑러브 사건 (2008년)
- 극장판 제 13기 OVA: 신이치와 란, 마작패와 칠석의 추억 (2009년)
- 극장판 제 14기 OVA: 오사카 오코노미야키 오딧세이 (2010년)
- 극장판 제 15기 OVA: 니가타~도쿄 선물 광상곡 (2011년)
- 극장판 제 16기 OVA: 판타지 스타의 꽃 (2012년)

매직 카이토 관련 TV SP 목록
| 화수 | 사건 제목                     | 방영 일시 (일본어) | 방영 일시 (한국어) | 관련 원작       |
| ---- | ----------------------------- | ------------------ | ------------------ | --------------- |
| 1화  | 괴도 키드 탄생의 비밀         | 2010년 4월 24일    | 2013년 6월 24일    | Vol.1 File.1    |
| 2화  | 괴도 키드의 바쁜 데이트       | 2011년 8월 6일     | 2013년 6월 24일    | Vol.1 File.4    |
| 3화  | 공주님은 매직을 좋아해        | 2011년 8월 13일    | 2013년 6월 25일    | Vol.1 File.2    |
| 4화  | 마녀는 눈물을 흘리지 않는다   | 2011년 9월 24일    | 2013년 6월 25일    | Vol.1 File.6    |
| 5화  | 운명의 블루 버스데이          | 2011년 10월 29일   | 2013년 7월 1일     | Vol.3 File.6    |
| 6화  | 성탄 이브에는 사랑을 겔렌데로 | 2011년 12월 24일   | 2013년 7월 1일     | Vol.2 File.1    |
| 7화  | 화려한 라이벌들               | 2012년 8월 4일     | 2014년 6월 10일    | Vol.3 File.2~3  |
| 8화  | 레드 티어의 비밀              | 2012년 8월 11일    | 2014년 6월 10일    | Vol.4 File.2    |
| 9화  | 마녀와 탐정과 괴도랑          | 2012년 9월 29일    | 2014년 6월 17일    | Vol.3 File.4    |
| 10화 | 추억의 골든 아이              | 2012년 11월 3일    | 2014년 6월 17일    | Vol.4 File. 5~6 |
| 11화 | 눈물의 크리스탈 마더          | 2012년 12월 22일   | 2014년 6월 24일    | Vol.4 File.1    |
| 12화 | 다크나이트에게 사랑의 눈물을  | 2012년 12월 29일   | 2014년 6월 24일    | Vol.4 File.6~7  |

## OVA 닫는 곡

### 시크릿 파일
| 순서   | 곡명                          | 가수                    | OVA 제목                                         | 관련 극장판 |
| ------ | ----------------------------- | ----------------------- | ------------------------------------------------ | ----------- |
| OVA 1  | 여름의 환상                   | 가넷 크로우             | 코난 VS 키드 VS 야이바                           | 없음        |
| OVA 2  | Winter Bells                  | 쿠라키 마이             | 16인의 용의자!?                                  | 없음        |
| OVA 3  | 내일을 꿈꾸며                 | ZARD                    | 코난과 헤이지와 사라진 소년                      | 극장판 7기  |
| OVA 4  | 잠든 너의 옆 얼굴에 미소를    | 사에구사 유카 인 데시벨 | 코난과 키드와 크리스탈 마더                      | 극장판 8기  |
| OVA 5  | 시기를 잊고 꽃을 피는         | 가넷 크로우             | 표적은 모리 코고로! 소년 탐정단의 극비 조사      | 극장판 9기  |
| OVA 6  | 슬퍼하는 만큼 그대가 좋아요   | ZARD                    | 사라진 다이아몬드를 찾아라! 코난·헤이지 VS 키드  | 극장판 10기 |
| OVA 7  | 하얀 눈                       | 쿠라키 마이             | 아가사로부터의 도전장, 아가사 VS 코난&소년탐정단 | 극장판 11기 |
| OVA 8  | 눈 녹은 그 강이 흐르는 것처럼 | 사에구사 유카 인 데시벨 | 여고생 탐정 스즈키 소노코의 사건부               | 극장판 12기 |
| OVA 9  | Doing all right               | 가넷 크로우             | 10년 후의 이방인                                 | 극장판 13기 |
| OVA 10 | Hello Mr. my yesterday        | Hundred Percent Free    | KID in TRAP ISLAND                               | 극장판 14기 |
| OVA 11 | 달밤의 못된 장난의 마법       | 브레이커즈              | 런던으로부터의 지령                              | 극장판 15기 |
| OVA 12 | Over Write                    | 브레이커즈              | 엑스칼리버의 기적                                | 극장판 16기 |

### MAGIC 파일
| 번호   | 곡명                                 | 가수                    | OVA 제목                                    | 관련 극장판 |
| ------ | ------------------------------------ | ----------------------- | ------------------------------------------- | ----------- |
| File 2 | 눈 녹은 그 강이 흐르는 것처럼        | 사에구사 유카 인 데시벨 | 쿠도 신이치 수수께끼의 벽과 흑레브라도 사건 | 극장판 12기 |
| File 3 | 연심, 반짝이면서                     | Naifu                   | 신이치와 란, 마작패와 칠석의 추억           | 극장판 13기 |
| File 4 | Hello Mr. my yesterday               | Hundred Percent Free    | 오사카 오코노미야키 오딧세이                | 극장판 14기 |
| File 5 | 보름달 크라이시스 (너를 만나고 싶다) | Hundred Percent Free    | ~ 니가타 ~ 도쿄 기념품 광시곡               | 극장판 15기 |
| File 6 | 슬플 정도로 오늘 석양은 아름답구나   | Grram                   | 판타지 스타의 꽃                            | 극장판 16기 |

## OVA 등장인물

### 매직 카이토 TV SP 등장인물
| 일본어 이름     | 한국어 이름 (투니버스판 담당 성우진) | 담당 성우진                                  | 담당 성우진     | 캐릭터 설명 |
| 일본어 이름     | 한국어 이름 (투니버스판 담당 성우진) | 명탐정 코난                                  | 매직 카이토     | 캐릭터 설명 |
| --------------- | ------------------------------------ | -------------------------------------------- | --------------- | --- |
| 쿠로바 카이토   | 고희도 (CV. 신용우)                  | 야마구치 캇페이                              | 야마구치 캇페이 | 현재 활동 중인 2대째 키드이며, 에도가와 코난(쿠도 신이치,남도일)의 라이벌이다. 하쿠바 사구루(백준수)는 "나의 두뇌를 미치게 만든 유일한 존재"란 평을 내렸다. 아버지의 비밀을 알고 그 원수를 갚기 위해 2대 괴도 키드가 된다.                                                 |
| 나카모리 아오코 | 임청아 (CV. 여민정)                  | 이와이 유키코 (76화) 타카야마 미나미 (219화) | 후지무라 아유미 | 쿠로바 카이토의 소꿉친구이자 좋아하는 사람. 형사일로 바쁜 아버지를 항상 걱정하며, 매사에 열심히다. 카이토와는 항상 티격태격하지만 좋아하는 감정을 가지고있다. 외모는 란(유미란)과 많이 닮았으며 순수한 면이 많다.                                                          |
| 쿠로바 치카게   | 차산혜 (CV. 박경혜)                  | -                                            | 토미자와 미치에 | 쿠로바 도이치의 아내이자 쿠로바 카이토의 어머니. 쿠로바 도이치가 사망한 이후 홀몸으로 카이토를 키웠으며, 남편인 쿠로바 도이치와 아들인 쿠로바 카이토가 각각 제 1대 괴도키드와 제 2대 괴도키드라는 사실을 알고 있다.                                                        |
| 모모이 게이코   | 이혜미 (CV. 김현지)                  | 이와이 유키코                                | 가야노 아이     | 쿠로바 카이토와 나카모리 아오코의 같은 반 친구로 주로 아오코와 함께 다닌다. 코난과 똑같은 안경이 인상적이며 트윈테일의 머리 모양을 유지하고 있다. 담임 선생님(여성)과는 비슷한 외모의 소유자이나 서로 가족 관계는 아니다.                                                  |
| 나카모리 긴조   | 임은삼 (CV. 설영범)                  | 이시즈카 운쇼                                | 이시즈카 운쇼   | 2대 괴도 키드의 소꿉친구인 나카모리 아오코(中森青子)의 아버지로 경시청 형사부 수사 2과 지능범 수사계의 경부이다. 18년 전 무렵부터 괴도 키드를 계속 쫓고 있으며 키드의 예고장이 도착한 곳이라면 관할을 무시하고 출동한다.                                                   |
| 코이즈미 아카코 | 진홍은 (CV. 김현심)                  | 하야시바라 메구미                            | 사와시로 미유키 | 매직 카이토의 등장인물로 명탐정 코난 애니메이션 스페셜 '쿠도 신이치vs 괴도키드 모여드는 명탐정' 편에도 등장했다. 카이토와 아오코의 같은 반 친구이자 마녀로 카이토가 괴도키드라는 사실을 알고 있으며 그를 좋아하고 있다.                                                    |
| 쿠로바 도이치   | 고기영 (CV. 민응식)                  | 이케다 슈이치                                | 이케다 슈이치   | 카이토(최강일 또는 고희도)의 아버지이면서 세계적인 마술사로 8년 전 판도라를 노리는 조직의 손에 의해 한 순간에 죽는다. 신이치(남도일)의 아버지인 쿠도 유사쿠(남건 작가)와 대결한 적이 있으며 자신의 활동명인 괴도 1412를 괴도 KID로 읽어버린 유사쿠를 자신의 대부로 여긴다. |
| 지이 코우노스케 | 지인호 (CV. 손종환)                  | 기모쓰기 가네타                              | 야다 코지       | 매직 카이토에서 그는 1대 괴도 키드 쿠로바 도이치(고기영)의 조수(카이토의 호칭: 지짱-할아범)로써, 카이토에게 아버지 쿠로바 도이치(고기영)의 죽음에 배경에 대해 본의 아니게 설명하게 됨. 애니 1화와 원작 1화에 등장함.                                                       |
| 하쿠바 사구루   | 백준수 (CV. 정재헌)                  | 이시다 아키라                                | 이시다 아키라   | 키드가 주인공으로 나오는 「매직 카이토」에서 키드의 라이벌 역으로 등장하는 탐정. 코난 본편과 극장판에서도 키드를 쫓는 탐정으로 등장한 바 있다. 또한 카이토가 괴도 키드임을 알고 있는 몇 안되는 인물 중 한 명으로 그려진다.                                                 |

## DVD FILE 발표

### 소학관 DVD FILE 발표
소년 선데이 오리지널 애니메이션은 2000년부터 매년 발표되어 2010년 5월에 이르러는 9개가 발표되었다. 소학관은 나중에 9개의 애니메이션을 모아 네 개의 DVD를 시크릿 파일이라 이름지어 내놓게 된다.
| 시크릿 파일 볼륨 번호 | 시크릿 파일 볼륨 번호 | 에피소드        | 발표 날짜       | 주석  |
| --------------------- | --------------------- | --------------- | --------------- | ----- |
|                       | Volume 1              | OVA 1–3         | 2006년 5월 24일 | [ 3 ] |
| Volume 2              | OVA 4–5               | 2006년 5월 24일 | [ 4 ]           |       |
| Volume 3              | OVA 6–7               | 2008년 4월 4일  | [ 5 ]           |       |
| Volume 4              | OVA 8–9               | 2010년 4월 9일  | [ 6 ]           |       |